# 加維昂 (葡萄牙)
39°27′N 7°56′W / 39.450°N 7.933°W
加維昂（葡萄牙語：Gavião），是葡萄牙的城鎮，位於該國中部，由波塔萊格雷區負責管轄，始建於1519年，面積294.59平方公里，2011年人口4,132，人口密度每平方公里14.03人。